# Robert de Joly
Pour les articles homonymes, voir Robert Joly (homonymie) et Joly.
Robert de Joly, né à Paris le 5 juillet 1887 et mort à Montpellier le 11 novembre 1968 est un spéléologue français. Ami, disciple et (parfois) concurrent d'Édouard-Alfred Martel, il relance la spéléologie entre les deux guerres mondiales. Il a conçu, adapté ou importé du matériel d'exploration et des techniques et participé à l'aménagement touristique de plusieurs gouffres. Il a formé de nombreux spéléologues. Selon ses volontés, l'urne de son cœur a été déposée dans la grotte de l'aven d'Orgnac (Ardèche) et ses restes ont été inhumés au cimetière protestant de Nîmes.

## Biographie
Ingénieur électricien de formation, il travaille dans une usine à Marseille, et au service des Mines. Capitaine mécanicien de réserve, Robert de Joly a participé aux deux conflits mondiaux (Croix de guerre).
Il s'intéresse à la spéléologie à la suite de la lecture des ouvrages d'Édouard-Alfred Martel. Enfant, il se rendait en vacances à Avèze près du Vigan (Gard), où ses grands-parents possédaient de vastes étendues de causses, truffées d'avens et de cavernes. À quatorze ans, dans une grotte de la Tessonne, sous le causse de Montdardier, il fait une intéressante découverte archéologique. Puis il s'inspire des travaux de Félix Mazauric pour continuer l'exploration du causse.
Il est un autodidacte en sciences de la Terre, mais son intérêt pour la spéléologie le pousse à apprendre la géologie en fréquentant les professeurs Répelin et Denizot à Marseille, la préhistoire avec P. Marcellin de Nîmes, et il fréquente les professeurs Lutaud et Bourcart du laboratoire de géographie physique de la Sorbonne.
En 1928, entre le 21 et le 26 juillet, Robert de Joly effectue une traversée complète des gorges du Verdon. Il est le premier à franchir les salles de l’Imbut à bord d’une sorte de canoë en caoutchouc. 

La même année, il signe son nom au fond du petit garagaï de la Sainte-Victoire (Bouches-du-Rhône).
En 1929, il fait la connaissance de Guy de Lavaur, il le convie à sa campagne sur les Grands Causses et l'initie à ses techniques.
Le 18 mars 1930, Robert de Joly reprend l'œuvre de Martel qui avait créé la Société de spéléologie en 1895. Il devient le président de la Société spéléologique de France (SSF) dont le siège social se trouvait à Montpellier. Son but était d'assurer la liaison entre spéléologues et d'aider au développement de l'activité des prospecteurs du sous-sol. Les plus grands spéléologues de l'époque en faisaient partie, parmi eux : Édouard-Alfred Martel (président d'honneur), Norbert Casteret, Bernard Gèze, Guy de Lavaur, etc. Les relations avec Martel se dégradèrent par la suite.
Le 19 août 1935, avec l'abbé Glory et une équipe de spéléologues, il explore l'aven d'Orgnac. Il descend une verticale de cinquante mètres. Il coordonne par la suite les travaux d'aménagement. La première salle porte son nom et son urne funéraire y est visible.
En 1938, il reprend les explorations du gouffre de Padirac avec Guy de Lavaur : il dépasse le terminus atteint par Martel en 1900. Une barrière — obstacle majeur — et un grand affluent de la rivière souterraine de Padirac portent son nom.
On lui doit également les explorations du chourum Martin dans le Dévoluy (Hautes-Alpes), de la grotte des Eaux-Chaudes (Pyrénées-Atlantiques), etc.
En 1956, il conseille de percer un tunnel pour poursuivre les visites dans le gouffre de Proumeyssac.
Il généralise en spéléologie l'utilisation d'un matériel plus fiable et plus efficace qui permet de progresser dans des cavités plus difficiles :
- en remplacement des échelles de corde à barreaux en bois : des échelles souples à barreaux en tube d'élektron (alliage métallique très léger) et à montants en câbles d'acier. Le poids et le volume des échelles spéléos se trouvent fortement réduits par cette innovation. Ce type d'échelles est encore utilisé de nos jours ;
- pour l'éclairage, il utilise un générateur à acétylène ;
- utilisation de canots gonflables en rivière ;
- bivouac souterrain sans tente, avec un canot pneumatique retourné.

De Joly marque son temps par une discipline stricte et hiérarchisée dans les équipes d'exploration : seuls les spéléologues plus anciens et expérimentés font partie de l'équipe de pointe ; les autres équipiers sont là en soutien, ils assurent les aînés, manient des treuils et attendent dans le froid, sur les paliers. Cette organisation efficace, en regard des techniques utilisées, dure jusqu'en 1970. Par la suite, des équipes plus restreintes sont capables d'assurer seules l'entièreté des explorations.
La Fédération française de spéléologie crée en 1964 le prix Robert de Joly pour récompenser l'activité d'exploration spéléologique d'un club ou groupe de clubs français. Ce prix est regroupé avec le prix Martel en 1982 pour distinguer l'activité d'un spéléologue ou d'un club qui aura réalisé une exploration exceptionnelle ou œuvré à l'évolution de la spéléologie.

## Publications
- (1951) - « À propos du mont-milch », Bulletin du Comité national de spéléologie no 1, Comité national de spéléologie, Paris, p. 27
- (1951) - « Le congrès spéléologique de Salsbourg », Bulletin du Comité national de spéléologie no 2-3, Comité national de spéléologie, Paris, p. 38
- (1951) - « Armand Viré (1869-1951) », Bulletin du Comité national de spéléologie no 2-3, Comité national de spéléologie, Paris, p. 44-45
- (1952) - « Joseph Martin » et « Le R.P. Raphaël Marie Pouget», Bulletin du Comité national de spéléologie no 2-3, Comité national de spéléologie, Paris, p. 53
- (1952) - « L'abbé Ortiz », Bulletin du Comité national de spéléologie no 4, Comité national de spéléologie, Paris, p. 69
- (1953) - « Allocution présidentielle : Réflexions sur la Spéléologie et le matériel moderne du Spéléologue », Premier congrès international de spéléologie, tome IV, Paris, p. 151-154[2]
- (1955) - « Henri de Lapierre », Bulletin du Comité national de spéléologie no 1, Comité national de spéléologie, Paris, p. 14-15
- (1955) - « André Bancal », Bulletin du Comité national de spéléologie no 4, Comité national de spéléologie, Paris, p. 39
- (1956) - « On redécouvre l'igue d'Aussure », Bulletin du Comité national de spéléologie no 1, Comité national de spéléologie, Paris, p. 25
- (1957) - « Phosphore et lampe à acétylène », Bulletin du Comité national de spéléologie no 3, Comité national de spéléologie, Paris, p. 58
- (1960) - « Paul Prégent », Bulletin du Comité national de spéléologie no 3, Comité national de spéléologie, Paris, p. 6
- (1963) - « Albin Fontanilles (1883-1963 », Spelunca 4e série, no 4, Fédération française de spéléologie, Paris, p. 46
- (1967) - « À propos de l'équipement des spéléologues », Spelunca 4e série, no 1, Fédération française de spéléologie, Paris, p. 53-54
- (1968) - « En guise d'avant-propos - Épilogue (extraits de Ma vie aventureuse d'explorateur d'abîmes », Spelunca 4e série, no 4, Fédération française de spéléologie, Paris, p. 44-46

## Distinctions
- Médaille de bronze du Touring Club de France (1928)
- Médaille de la Société de statistique de Marseille (1929)
- Médaille d'argent du Club Cévenol (1931)
- Prix d'hydrogéologie de la Société de Géographie de Paris (1931)
- Chevalier de l'ordre des Palmes académiques (1936)
- Membre de l'Académie des Sciences de Montpelier (1939)
- Membre de l'Académie des Sciences de Nîmes (1940)
- Vice-président de la Société de Sciences Naturelles du Gard (1950)
- Chevalier de la Légion d'honneur (décret de 1950 à titre militaire)
- Médaille de la recherche et des inventions (1958)
- Médaille d'or du Commissariat aux Sports (1953)
- Médaille d'or du tourisme (1960)
- Officier de la Légion d'honneur (décret de 1967 au titre de la spéléologie)

## Sources et références
- « Les grandes figures disparues de la spéléologie française », Spelunca (Spécial Centenaire de la Spéléologie), no 31,‎ juillet-septembre 1988, p. 57-58 (lire en ligne)
- Delanghe, Damien, Médailles et distinctions honorifiques (document PDF), in : Les Cahiers du CDS no 12, mai 2001.
- Association des anciens responsables de la fédération française de spéléologie : In Memoriam.